# Stephen Crane

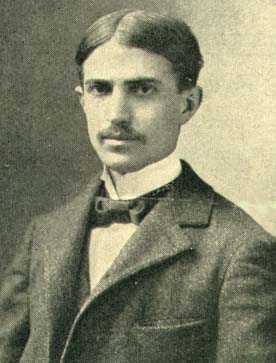
Stephen Crane

Stephen Crane (ur. 1 listopada 1871, zm. 5 czerwca 1900) – pisarz amerykański, tworzył powieści, nowele, poezję i reportaże wojenne. Był pionierem naturalizmu w literaturze amerykańskiej.
Jego druga powieść, Szkarłatne godło odwagi (1895), przyniosła mu międzynarodową sławę. Szkarłatne godło odwagi opisuje wojnę secesyjną z punktu widzenia zwykłego żołnierza. Książka ta została nazwana pierwszą nowoczesną powieścią wojenną.
Crane urodził się w Newark w stanie New Jersey jako czternaste dziecko w rodzinie. Jego rodzicami byli pastor metodystyczny Jonathan Townley Crane i jego żona Mary Helen Peck Crane. Zaczął pisać opowieści w wieku ośmiu lat, a jako szesnastolatek pisał artykuły do New York Tribune.
Crane uczył się w Lafayette College i Syracuse University. Po śmierci matki w 1890 (jego ojciec zmarł wcześniej) przeniósł się do Nowego Jorku i wiódł tam cygański żywot będąc pisarzem, i od czasu do czasu pisząc artykuły do gazet. Gdy utrzymywał się ze swojego pisania mieszkał w slumsach w Bowery, aż do czasu odkrycia jego pierwszej powieści. Maggie: A Girl Of The Streets (1893) – była kamieniem milowym w propagowaniu naturalizmu w literaturze. Crane wydał ją samemu, za pieniądze pożyczone od brata.
Zbiór jego wierszy, The Black Rider, został wydany w 1895. Po ich wydaniu szukał doświadczenia jako korespondent wojenny. Podróżował do Grecji, Teksasu, Meksyku oraz na Kubę, opisując wojenne zdarzenia. Jego krótka opowieść "The Open Boat", została oparta na prawdziwych wydarzeniach, gdy jego statek zatonął podczas podróży na Kubę w 1896. Crane z małą grupką pasażerów przez wiele dni dryfował na łódce zanim został uratowany. To wydarzenie zupełnie zniszczyło jego zdrowie.
W 1898 Crane przeniósł się do Anglii, i osiadł w Sussex, gdzie jego przyjaciółmi zostali Joseph Conrad, H.G. Wells i Henry James. Podczas tych niespokojnych lat Crane subtelnie wykorzystywał realizm do pokazania chorób społecznych, jak w George's Mother (1896), gdzie pokazywał życie w Bowery w Nowym Jorku. W 1899 ukazał się Active Service, który był oparty na wojnie grecko-tureckiej.
W 1899 Crane wrócił na Kubę, by opisać wojnę hiszpańsko-amerykańską, w związku ze zdrowiem był zmuszony powrócić jednak do Anglii. Crane zmarł 5 czerwca 1900 roku w Badenweiler w Niemczech na gruźlicę, która zaczęła się po tym, jak zaraził się malarią na Kubie.
Pośmiertnie wydane publikacje zawierają skecze i historie z jego życia (Wound In The Rain – 1900) oraz dzieciństwo w małym miasteczku (Whilomville Stories – 1900). Twórczość Crane’a zapoczątkowała realizm w amerykańskiej literaturze, choć jego innowacyjna technika i styl oparty na symbolach bardziej pasują do romantyzmu, niż do naturalizmu.